# KILLER/第一級殺人
『KILLER/第一級殺人』（キラー/だいいっきゅうさつじん、原題：Killer: A Journal of Murder）は、1995年制作のアメリカ合衆国のクライム映画。
1920年代のアメリカで子供を含む22人もの人間を殺害した実在の大量殺人犯カール・パンズラムと若い看守ヘンリー・レッサーとの交流を描く。オリバー・ストーン製作総指揮。

## あらすじ
1929年、新任看守のヘンリー・レッサーはカンザス州北東部にあるレヴェンワース連邦刑務所に着任した。
ある日、その刑務所にカール・パンズラムという1人の囚人が送られてきた。カールは22人の殺人を犯したといわれる大量殺人犯だった。反抗的なカールはグライサーを始めとする冷酷な看守たちのターゲットにされ、頻繁に暴行を受ける。
そんな彼を哀れに思ったレッサーは、彼に1ドル札を差し入れる。それに感激したカールはある日、レッサーに紙と鉛筆の差し入れを求めてくる。カールは自分がこれまでに犯してきた数々の凶悪な犯行を書き記すから、それを新聞社に売り込めという。好奇心も手伝って、レッサーは彼に紙と鉛筆を差し入れる。
そして、カールが書き記した告白の内容にレッサーは衝撃を受けながらもその境遇に同情、カールと交流を続ける中で、次第に友情にも似た感情が芽生えてくる。

## キャスト
- カール・パンズラム：ジェームズ・ウッズ（吹替：磯部勉）
- ヘンリー・レッサー：ロバート・ショーン・レナード（吹替：関俊彦）
- エスター・レッサー：カーラ・ブオノ（吹替：湯屋敦子）
- チャールズ・ケイシー：スティーヴ・フォレスト（吹替：大木民夫）
- クインス所長：リチャード・リール（吹替：池田勝）
- グレイサー：ロバート・ジョン・バーク（吹替：中田和宏）
- 晩年のヘンリー：ハロルド・グールド（吹替：小山武宏）
- エレン・グリーン
- カール・メニンガー：ジョン・ベッドフォード・ロイド（吹替：小島敏彦）
- ジェフリー・デマン
- コンラッド・マクラレン
- レイノール・シェイン
- ジェームズ・マータフ
- リリ・テイラー